# Dasypodidae

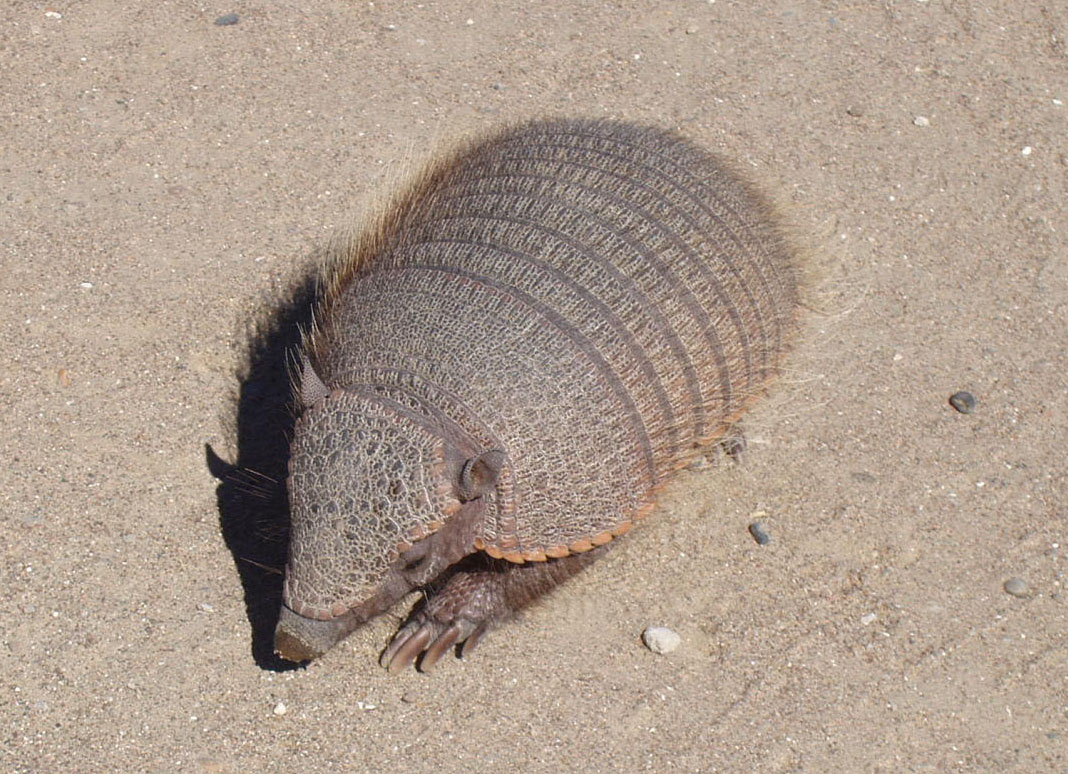
Armadillo en Península Valdés.

Los dasipódidos (Dasypodidae), conocidos comúnmente como armadillos, son una familia de mamíferos placentarios del orden cingulata. Se caracterizan por poseer un caparazón dorsal formado por placas yuxtapuestas, ordenadas por lo general en filas transversales, con cola bastante larga y extremidades cortas. Habitan en América.
Los armadillos son mamíferos fáciles de reconocer, distinguibles por tener una armadura formada por placas óseas cubiertas por escudos córneos que les sirven como protección, y que en algunos géneros permiten al animal enrollarse en forma de bola. Externamente se parecen un poco a los pangolines, mamíferos de África y Asia cubiertos de enormes escamas o placas, y que tienen hábitos similares. Esta es la razón por la cual fueron clasificados en el mismo orden en el pasado, pero actualmente es claro que no están emparentados, perteneciendo los armadillos al orden (o superorden) Xenarthra y los pangolines al orden Pholidota.
Los armadillos se han separado muy poco del plan ancestral mammaliano y son un grupo muy antiguo, ya diferenciado en el Paleoceno.
Los dientes del armadillo son estructuras cilíndricas simples y uniformes, sin esmalte y con raíces abiertas y crecimiento continuo; su número es muy elevado, hasta 25 en cada mandíbula.
La especie más extendida es el armadillo de nueve bandas (Dasypus novemcinctus), la única que llega hasta Estados Unidos desde el sur. Esta especie y la especie Cabassous centralis son las únicas que tienen un rango de distribución que se extiende fuera de América del Sur, donde habitan todas las especies de la familia y, según el registro fósil conocido,  son el sitio de origen.

## Nombres comunes

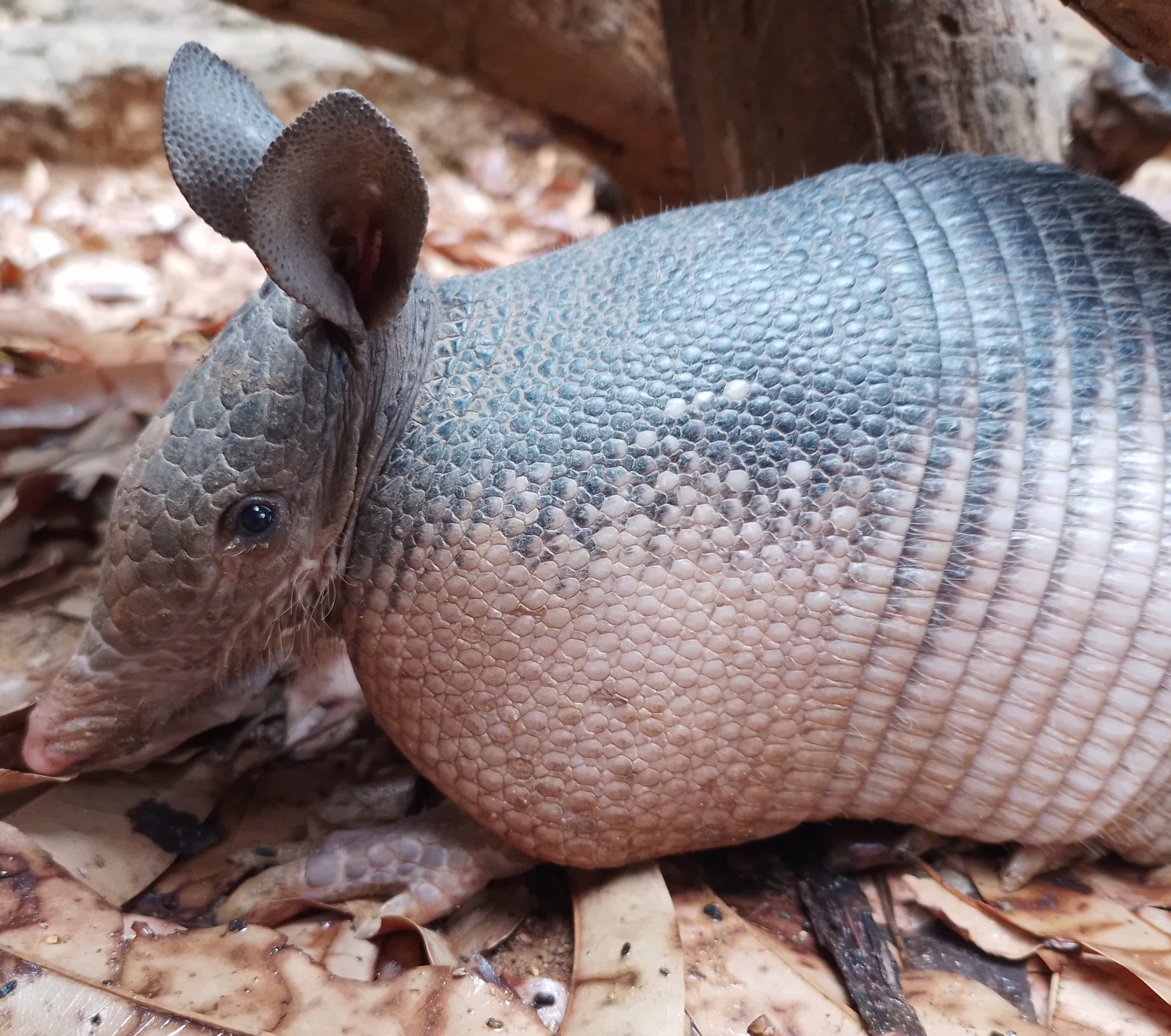
Cachicamo montañero (Dasypus novemcinctus).

Los integrantes de la familia Dasypodidae reciben diversos nombres,  el más común es de armadillo; también son llamados (a veces dependiendo de la especie) quirquincho (del quechua kirkinchu) en Argentina, Bolivia, Chile, Colombia y Perú; cuzuco en Costa Rica, El Salvador, Honduras y Nicaragua; mulita en Argentina, Paraguay y Uruguay; tatú (tatú, tatú carreta) en Argentina, Bolivia, Brasil, Paraguay y Uruguay; peludo en Argentina, Chile, Colombia y Uruguay; piche en Argentina, Brasil, Chile, Colombia y Paraguay; cachicamo en Colombia y Venezuela ; gurre en Tolima, Caldas y Antioquia, Colombia; jerre-jerre en la Costa Caribe de Colombia; jueche en el sureste de México; toche en el estado de Veracruz, México; cachicambo o tumulle en Ecuador, carachupa en Perú.

## Características

### Constitución

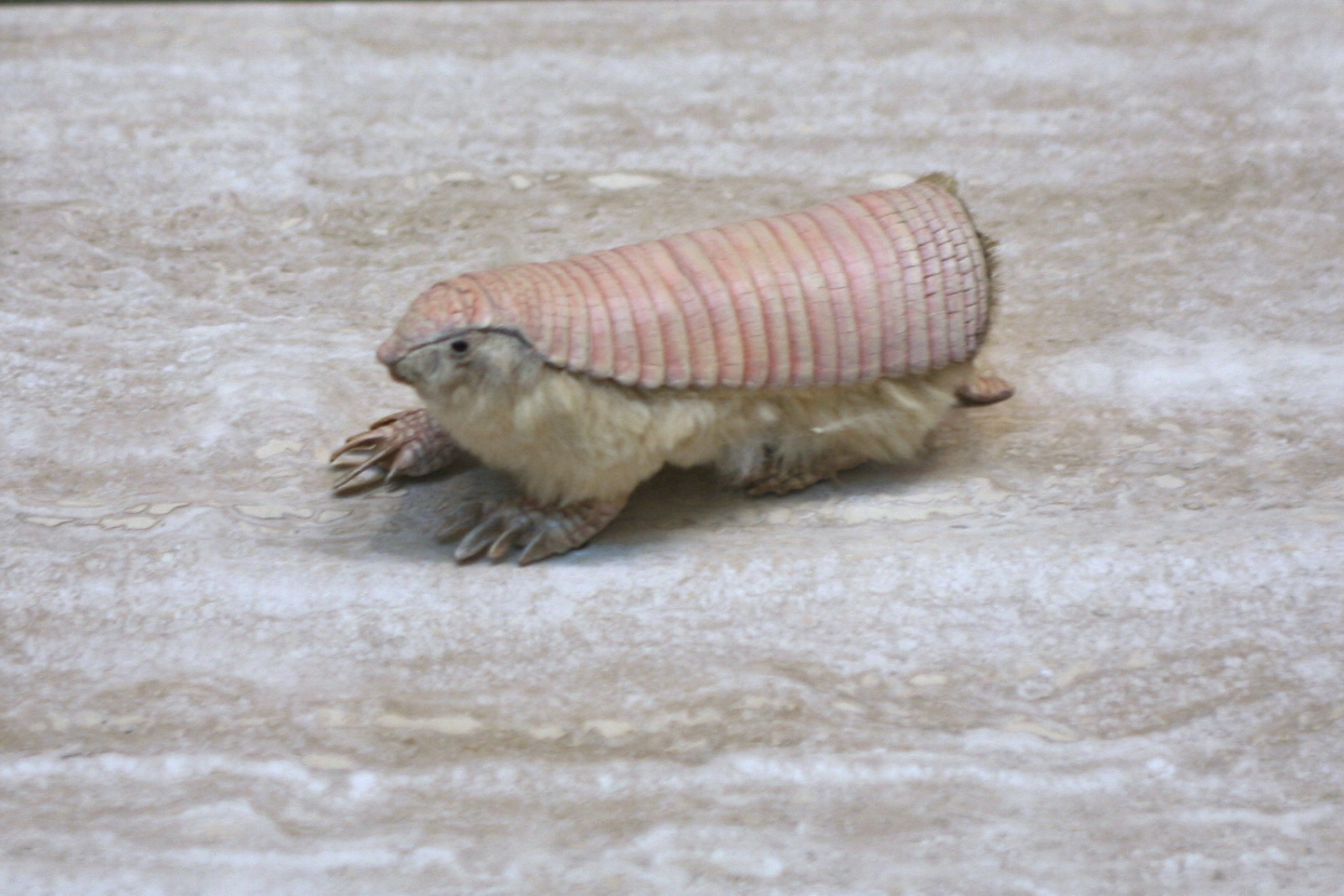
Pichiciego menor (Chlamyphorus truncatus).

Los armadillos son mamíferos de tamaño predominantemente pequeño a raramente mediano, con una longitud cabeza-torso de 11 a 100 cm. Además, tienen una cola que, a excepción de los tatúes sudamericanos (Tolypeutes) y los armadillos, la cola suele tener aproximadamente la mitad de la longitud del cuerpo, pero a veces es bastante más larga. El peso varía mucho, de forma similar al tamaño corporal, y oscila entre los 100 g en el armadillo (Chlamyphorus truncatus) hasta 45 kg en el armadillo gigante (Priodontes giganteus). Sin embargo, los armadillos extintos también podían crecer considerablemente más, alcanzando el peso de los cerdos domésticos más pequeños de la actualidad con Macroeuphractus, que se estima que pesaba entre 90 y 120 kg.  Sin embargo, gran parte de las especies conocidas se mantuvieron dentro de la variabilidad de tamaño de los representantes recientes.
La cabeza tiene una forma estrecha y puntiaguda, las orejas sobresalen hacia arriba como un ratón, los ojos son muy pequeños. En algunas especies, el hocico es alargado como un tubo. La parte superior de la cabeza está cubierta de placas óseas que forman una coraza craneal. Es característica la coraza dorsal, normalmente muy curvada, que cubre casi toda la superficie corporal de los animales. A menudo está fusionada para formar escudos dorsales rígidos (escudos escapulares y pélvicos, en la parte delantera y el abdomen, entre los que hay un número variable de anillos transversales abiertos hacia la cara ventral, los cinturones o bandas, por los que el grupo recibió su nombre trivials alemán. Las conexiones con pliegues cutáneos superpuestos garantizan un alto grado de flexibilidad del caparazón en la zona de los ligamentos. La cola puntiaguda también está rodeada de anillos óseos en la mayoría de las especies. En el vientre no hay armadura, pero a veces hay placas óseas individuales. El vello corporal no está desarrollado en todas las especies; si está presente, brota en pelos erizados de los escudos dorsales o en los lados del cuerpo y es lanoso y denso en el vientre.
Las cortas patas tienen siempre cinco dedos en la parte trasera, pero de cuatro a cinco en la delantera, raramente también tres, que llevan garras fuertemente curvadas, por lo que las de las patas traseras son significativamente más pequeñas que las de las delanteras en todas las especies. Con hasta 20 cm de longitud, las garras de los dedos centrales de las patas delanteras del armadillo gigante ostentan el récord de las garras más grandes de todo el reino animal moderno.

### Características del cráneo y la dentición

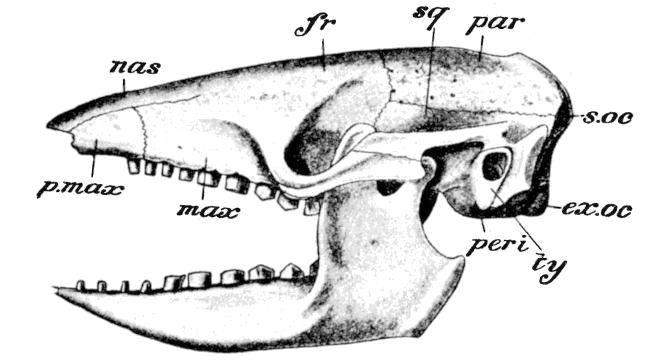
Cráneo del armadillo de seis bandas (Euphractus sexcinctus)

Las diferentes especies de armadillos tienen formas de cráneo diferentes, que reflejan sobre todo su dieta. Las especies que se alimentan principalmente de insectos suelen tener un cráneo más ligero y una mandíbula inferior con inserciones musculares menos desarrolladas. Sin embargo, los que viven en gran medida como omnívoros y en algunos casos también consumen plantas se caracterizan por cráneos más macizos con músculos masticadores claramente desarrollados. Además de la estructura general del cráneo de los mamíferos, los armadillos tienen dos peculiaridades anatómicas.  En la región anterior de la cavidad nasal existe una formación ósea conocida como septomaxila (Os nariale), que por lo demás sólo se encuentra en la filogenética de mamíferos y reptiles más antiguos. La función de este hueso en los armadillos es en gran parte desconocida; probablemente sirve para cerrar las fosas nasales durante la excavación para que no se inhale polvo. En muchas especies de armadillos, aunque no en todas, se forma un anillo timpánico en el conducto auditivo en lugar de un saco timpánico.

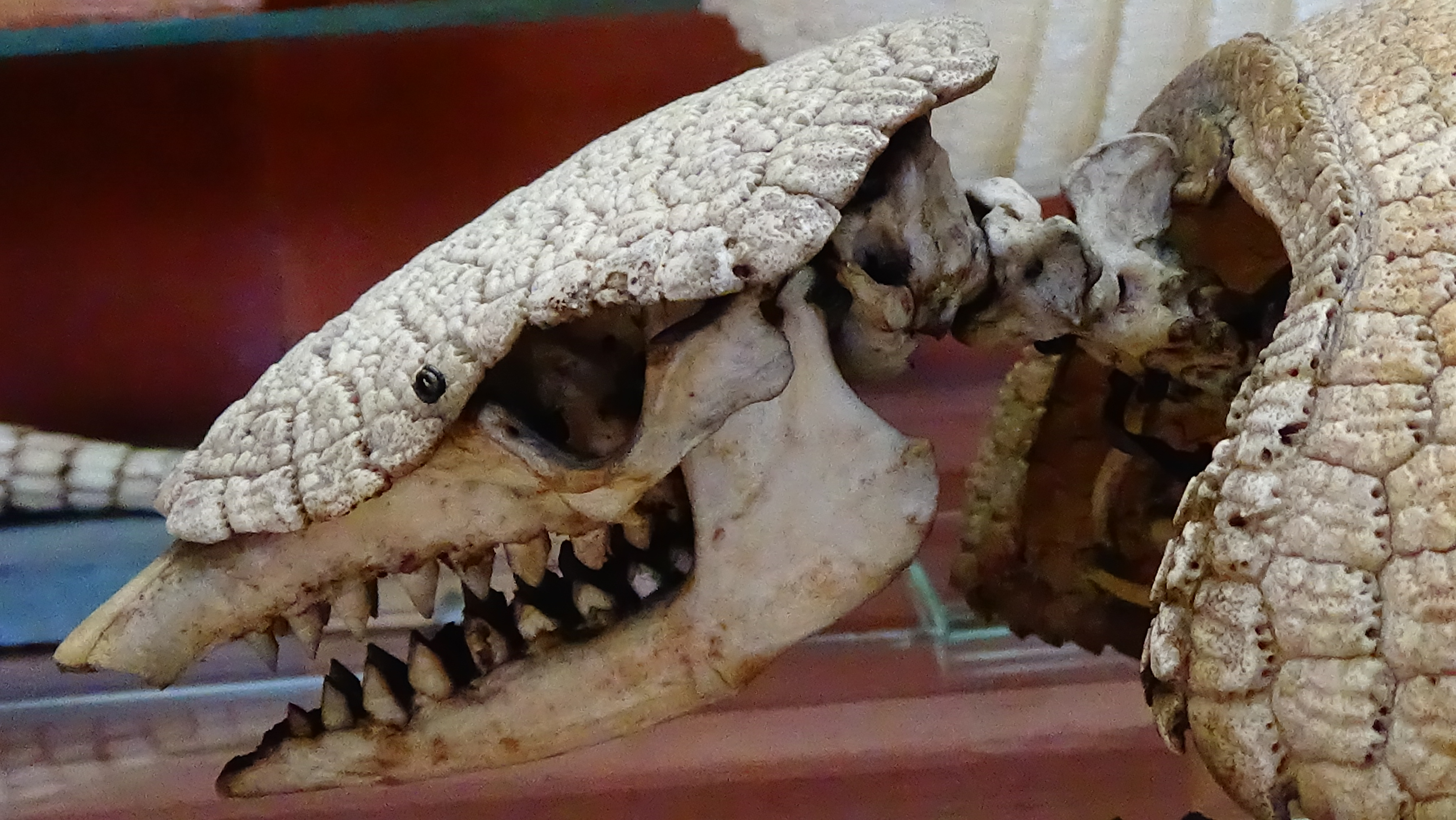
Cráneo del armadillo de cerdas pardas (Chaetophractus villosus).

La mandíbula inferior de muchas especies suele ser larga, estrecha y baja sobre el cuerpo óseo. Una característica llamativa es la sínfisis, que no está firmemente osificada y conecta las dos mitades de la mandíbula inferior en la región anterior. Las diferencias en la dieta también son evidentes en la estructura dental, con dientes pequeños en los insectívoros y dientes grandes en los omnívoros.  Además, los dientes difieren de los de otros mamíferos: tienen forma homodonte, no se forman incisivos ni caninos ni premolares. Toda la dentición consiste en formaciones dentales simples, en forma de alfiler, que recuerdan a molares. Estos no tienen esmalte dental en absoluto - sólo los armadillos de nariz larga (Dasypus) y algunos géneros extintos tienen una capa muy fina de esmalte que se mastica muy rápidamente- y están formados casi en su totalidad por dentina, principalmente ortodentina, el componente más duro de la dentina. Algunas especies tienen una capa externa muy fina de cemento dental en lugar de esmalte, como en el armadillo gigante o el piche. (Zaedyus pichiy) es el caso. El número de dientes varía de una especie a otra y a menudo dentro de una misma especie, oscilando entre 7 y 25 por arco mandibular. Los dientes suelen crecer durante toda la vida, sólo se ha demostrado que los armadillos narigudos cambian de dentición caduca a permanente. Esto a veces puede ocurrir muy tarde, a veces sólo en la edad adulta y, obviamente, varía individualmente.

### Armadura

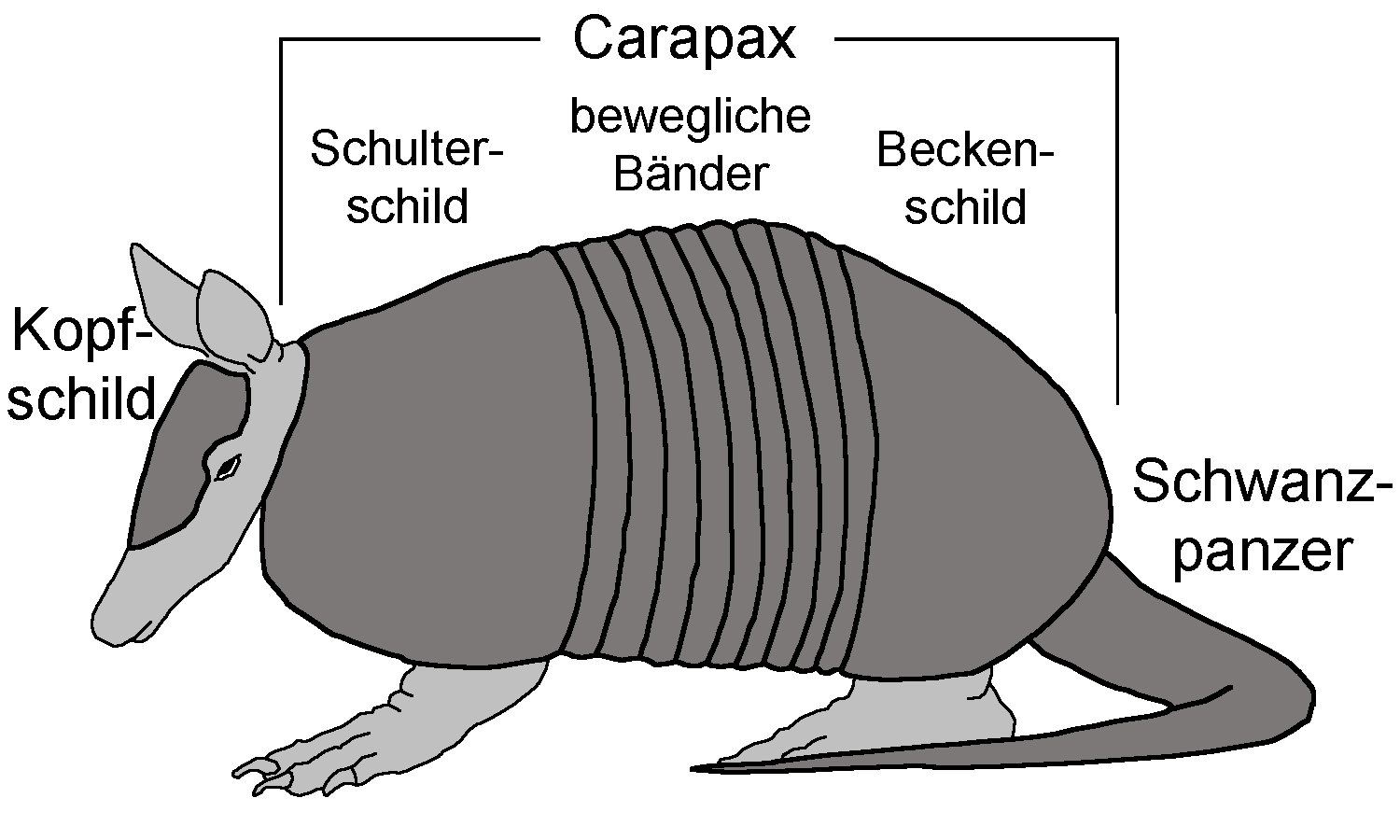
Representación esquemática de la armadura de un armadillo con designación de los elementos individuales

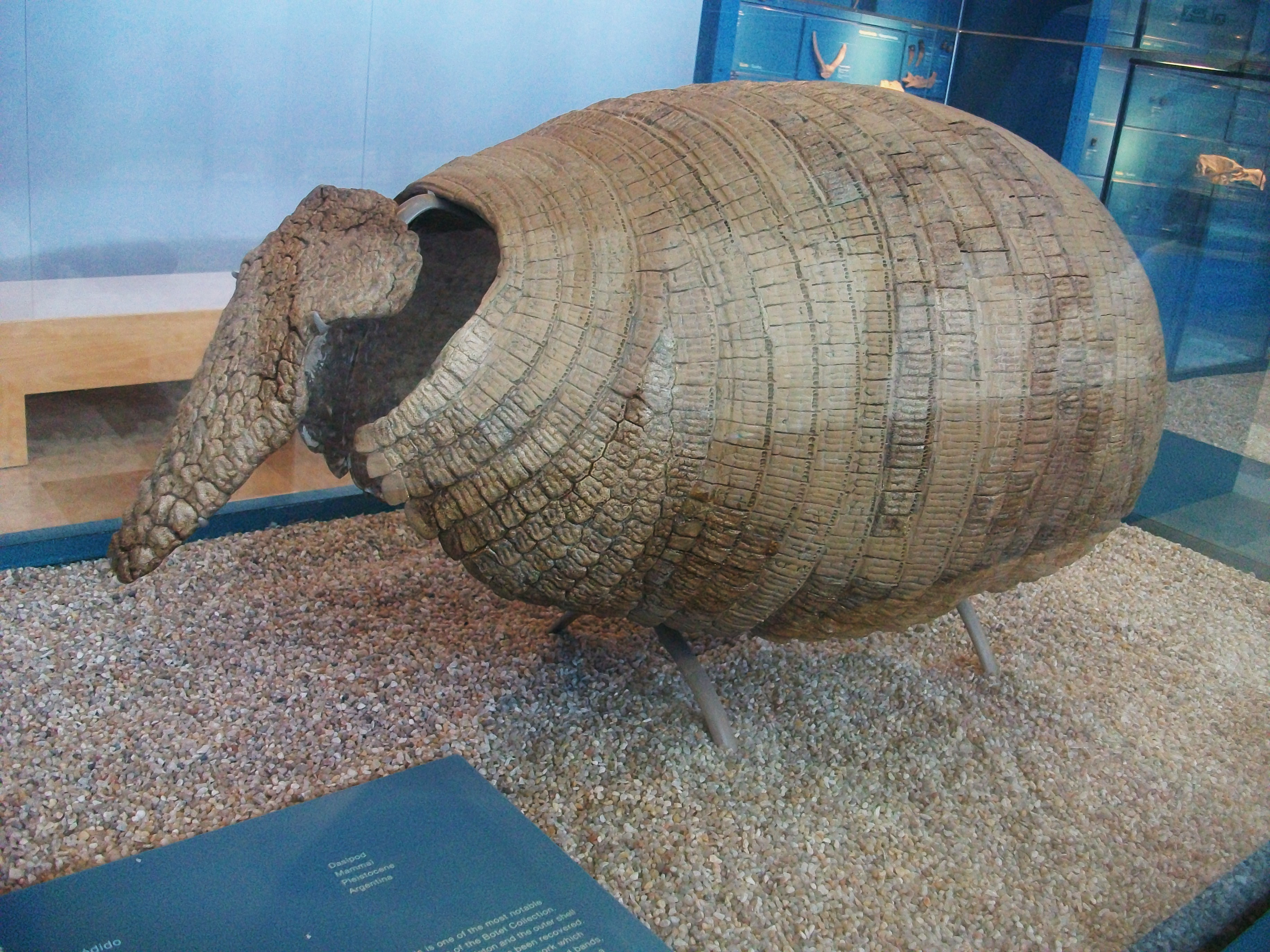
Coraza de un armadillo, aquí de la forma extinta Eutatus

La formación de una armadura corporal externa y ósea que cubre la cabeza (escudo cefálico) y la espalda (caparazón) y, con la excepción de los armadillos de cola desnuda (Cabassous) también cubre la cola (coraza caudal) y partes de las patas, es única entre los mamíferos y confiere a los armadillos y a sus parientes extintos una posición especial dentro de esta clase animal. Está formada por plaquetas óseas, llamadas osteodermos, que se forman en la piel. Están dispuestas en filas tanto en la coraza dorsal como en la cola. El número de osteodermos formadores de la coraza varía según la especie. En los armadillos esféricos es de más de 660, en el armadillo enano de unos 950 y en los armadillo peludo (Chaetophractus) de más de 1040. Los osteodermos están cubiertos por escudos córneos, que se disponen de dos formas diferentes:  Por un lado, un escudo de cuernos cubre varios, a veces hasta cuatro osteodermos vecinos simultáneamente, por otro lado sólo uno o como mucho dos. La primera variante se considera bastante primitiva para los armadillos y se desarrolla casi exclusivamente solo en los armadillos de hocico largo, la segunda se aplica a la mayoría de las demás especies.
Los osteodermos de las partes rígidas del caparazón dorsal suelen tener una forma cuadrangular, cuadrangular a poligonal. En los ligamentos móviles, en cambio, suelen tener forma alargada-rectangular y presentan una superficie articular en el extremo anterior que los conecta con el elemento correspondiente de la fila vecina. De este modo, un único osteodermo de un ligamento móvil subyace a su homólogo de la fila precedente con la superficie articular y cubre la superficie articular respectiva de la plaqueta ósea siguiente en la sección posterior. La superficie del osteodermo suele estar ornamentada. Este diseño de la superficie suele comprender un patrón central de mayor tamaño alrededor del cual se disponen patrones más pequeños de forma concéntrica o lateral. La forma y el diseño de la superficie de las plaquetas óseas varían entre especies, por lo que ambas características tienen taxonomic. valor. Las placas córneas suelen tener forma redondeada y recubren las plaquetas óseas. En los armadillos narigudos, cuyos escudos córneos cubren varios osteodermos, esto a veces da lugar a un patrón irregular en el hombro y el escudo pélvico, mientras que en los otros armadillos prevalece la estructura lineal del caparazón.
Las plaquetas óseas tienen varias capas en sección transversal, con una capa de hueso sólido en la parte superior e inferior y material más blando en el interior, en el que hay cavidades para sudors y glándula sebáceas, así como médula ósea y, en las especies peludas, también para los folículos pilosos. En general, las cavidades individuales tienen su propio carácter dependiendo de su función y, por lo tanto, pueden asignarse con relativa certeza incluso en formas fosilizadas. Los folículos pilosos suelen ser alargados y estar agrupados en el borde del osteodermo, las glándulas suelen tener forma esférica y se sitúan en el centro, mientras que las destinadas a la médula ósea no suelen tener ninguna abertura hacia la superficie.  La sustancia ósea se compone de material duro muy mineralizado y de estructuras fibrosas ricas en colágeno (fibras de Sharpey), que confieren a las plaquetas óseas individuales un alto grado de elasticidad. En el interior, el caparazón está sostenido por 11 pares de costillas muy anchas por lo general.
La formación del caparazón comienza ya en la fase fetal en el útero. Sin embargo, los recién nacidos tienen un caparazón blando y coriáceo que se endurece gradualmente mediante la osificación de la piel coriácea. Durante este proceso, se forman las típicas plaquetas óseas poligonales a redondas, que varían de forma según la especie, sobre las que se asientan las plaquetas córneas y se ordenan en las partes sólidas de la coraza y las fajas. Sin embargo, el caparazón se endurece de forma diferente según la especie durante el crecimiento juvenil, lo que se interpreta como una adaptación a las respectivas condiciones ambientales.
Si la coraza se formó como protección contra depredadores no se ha aclarado del todo científicamente. Sin embargo, proporciona una buena protección contra la vegetación espinosa de los paisajes secos, donde viven numerosas especies de armadillos. Al mismo tiempo, reduce la infestación con parásitos externos.

### Esqueleto del cuerpo

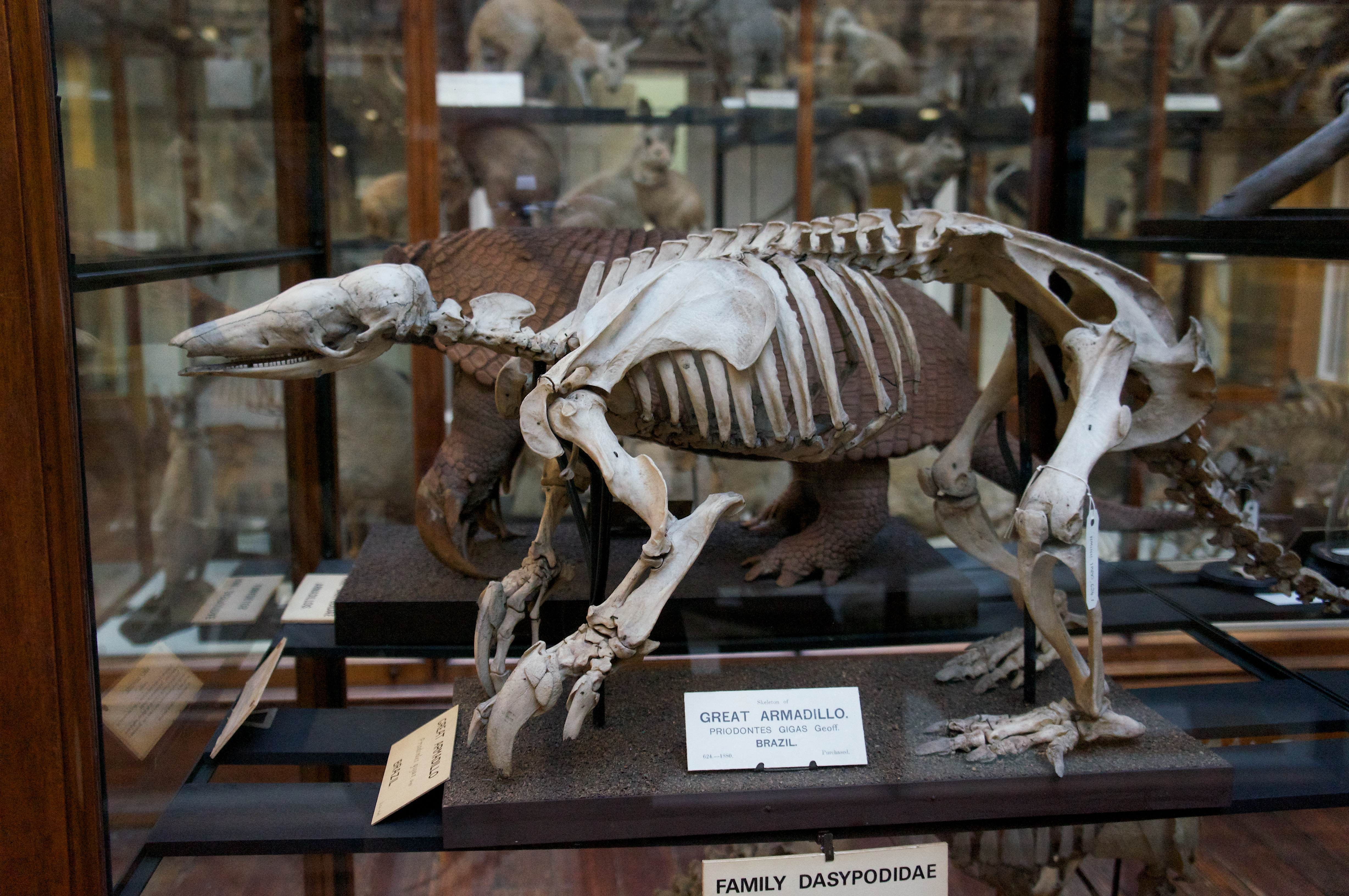
Esqueleto del armadillo gigante (Priodontes maximus)

Las características esqueléticas especiales que difieren de las de otros mamíferos se encuentran principalmente en la zona de la columna vertebral. Las llamadas articulaciones xenartricas (articulaciones accesorias), que dieron nombre al superorden Xenarthra, se forman principalmente en las vértebras torácicas posteriores y en las vértebras lumbares. Estas articulaciones adicionales se encuentran en las apófisis laterales de las vértebras y conectan las anteriores con las siguientes (más concretamente el processus accessorius con el processus transversus y el processus mammillaris), aunque su función no está muy clara. Las superficies articulares de las vértebras caudales también están fuertemente desarrolladas y se entrelazan profundamente, lo que permite a los armadillos utilizar la cola como soporte cuando se levantan sobre las patas traseras. En la zona de la columna cervical, algunas especies presentan fusiones de las vértebras cervicales posteriores con las vértebras torácicas anteriores, lo que se conoce como hueso postcervical y probablemente esté relacionado con el estilo de vida excavador de estos animales. Además, los armadillos sólo tienen una media de 11 vértebras torácicas y normalmente entre 3 y 4 vértebras lumbares, lo que es significativamente menos que en sus parientes más cercanos, los osos hormigueros y los perezosos y, especialmente en el caso del menor número de vértebras lumbares, da a la espalda más estabilidad al erguirse. Tal reducción en el número de todas las vértebras dorsales en comparación con grupos estrechamente relacionados también parece ser típica de vertebrados con formación de caparazón, ya que también se han encontrado evidencias similares en tortugas y algunos parareptiles extintos con formación de caparazón.
El otro aparato locomotor también muestra algunas características especiales. Las fuertes patas delanteras con grandes garras son una excelente adaptación a un estilo de vida excavador. En términos de estructura ósea, esto es particularmente evidente en el cúbito, cuya proximal (=cerca del tronco) es muy pronunciada; su longitud representa entre el 37 (armadillo gigante) y el 54 % (armadillo) de la longitud total del hueso.  Cuanto mayor es el porcentaje del olécranon en el cúbito, más adaptadas están las especies individuales a un estilo de vida excavador. Los extremos proximal y distal del húmero también muestran refuerzos en las especies excavadoras, que sirven para fijar la musculatura correspondiente.
Las extremidades posteriores, en cambio, no son excesivamente fuertes, lo que se debe a que no se utilizan para excavar, sino principalmente para la locomoción en la búsqueda de alimento. El trocánter mayor (trocánter mayor) del fémur está situado aproximadamente a la altura de la cabeza femoral, lo que favorece la extensión de la pierna en la articulación de la cadera. Esto ocurre, entre otras cosas, en las madrigueras al clavar las garras en el suelo cuando un animal es atacado por un depredador. Además del trocánter mayor y el trocánter menor (trocánter menor), el fémur suele tener un tercer tubérculo (trochanter tertius); este último no se encuentra regularmente en los mamíferos, pero es un rasgo característico de los animales articulados. En las especies de armadillos con mayor masa corporal, el trochanter tertius está situado más distalmente (hacia la articulación de la rodilla) que en las de menor masa.

### Órganos internos y funcionamiento sensorial
El alimento se ingiere con la ayuda de la lengua, larga y ampliamente extensible, que también tiene una superficie rugosa por papilas en forma de seta, circular o de hilo en la mayoría de las especies de armadillos estudiadas. La digestión es apoyada por una saliva que contiene ácido siálico, que se produce en tres grupos principales diferentes de glándulas salivales (glándulas salivales auriculares, sublinguales y mandibulares). Una gran parte de la descomposición de los alimentos tiene lugar en el estómago, cuyo píloro está muy intercalado con músculos. El estómago suele tener forma simple como un saco, pero en algunas especies de armadillos, como el Armadillo de siete bandas del sur, parece casi bilobulado debido a una retracción. Además, es bastante grande y puede rondar los 150 cm³ en el armadillo de nueve bandas. El bazo alcanza entre el 0,21 y el 0,38 % del peso corporal y tiene una función hematopoyética durante toda la vida de un animal. 
El útero de los armadillos narigudos y bola es simple y de forma trapezoidal, por lo que es similar al de los primates. Todos los demás armadillos tienen un útero de dos cuernos. Las hembras tienen un solo par de glándulas mamarias, a excepción de los armadillos de hocico largo, que tienen dos pares. El pene es uno de los más largos de todos los mamíferos en relación con el tamaño corporal, alcanzando hasta el 50% de la longitud del cuerpo en algunas especies cuando está erecto. Debido a la armadura corporal, el apareamiento no sería posible sin un pene tan grande.
El sentido del olfato, en particular, está muy desarrollado y se utiliza a menudo en la búsqueda de alimento. Esto también se refleja en el cerebro, que tiene un gran cerebro olfativo. El sentido de la vista, en cambio, está poco desarrollado, lo que también se puede diagnosticar por una área óptica menos pronunciada en el cerebro.

## Biología y ecología
Los armadillos son nocturnos y cavadores. Son insectívoros y omnívoros necrófagos propios de la zona tropical Centroamérica y Sudamérica.

## Distribución y hábitat
Los armadillos viven exclusivamente en el continente americano. La presencia de la mayoría de las especies se limita a América del Sur, donde se distribuyen por la mayor parte de la superficie terrestre. Aquí también se encuentran los orígenes de los armadillos, que se remontan al Paleoceno tardío, hace unos 58 millones de años. En Centroamérica sólo se encuentran dos especies, incluida la especie de armadillo más conocida, el armadillo de nueve bandas ( Dasypus novemcinctus ), que habita en gran parte de América del Sur y Central hasta el sureste de Estados Unidos inclusive  Los antepasados de las especies de América del Norte y Central probablemente sólo emigraron desde América del Sur después de la creación del puente terrestre entre América del Norte y del Sur en el istmo de Panamá y el Gran Intercambio de Fauna de América asociado en el Plioceno hace unos 3 millones de años.
Numerosas especies de armadillos prefieren hábitats secos y abiertos como semidesiertos, sabanas y estepas con vegetación de arbustos espinosos o bosques secos y también requieren terrenos sueltos para construir sus madrigueras. Como resultado, se pueden encontrar muchos representantes en el Gran Chaco, pero también en las áreas de la Pampa del centro de América del Sur, desde el sur de Brasil pasando por Bolivia y Paraguay hasta el norte de Argentina; sólo en Paraguay se han identificado 12 de las 21 especies que aún hoy viven. Algunas especies también viven en bosques húmedos tropicales , en los bosques de Yungas de las laderas de alta montaña o en humedales como el Pantanal. Sin embargo, las tierras altas directas de los Andes solo han sido accesibles para especies individuales de armadillo, como el armadillo de cerdas pequeñas (“armadillo de cerdas andinas”; Chaetophractus vellerosus ).

## Relaciones de los armadillos con el ser humano

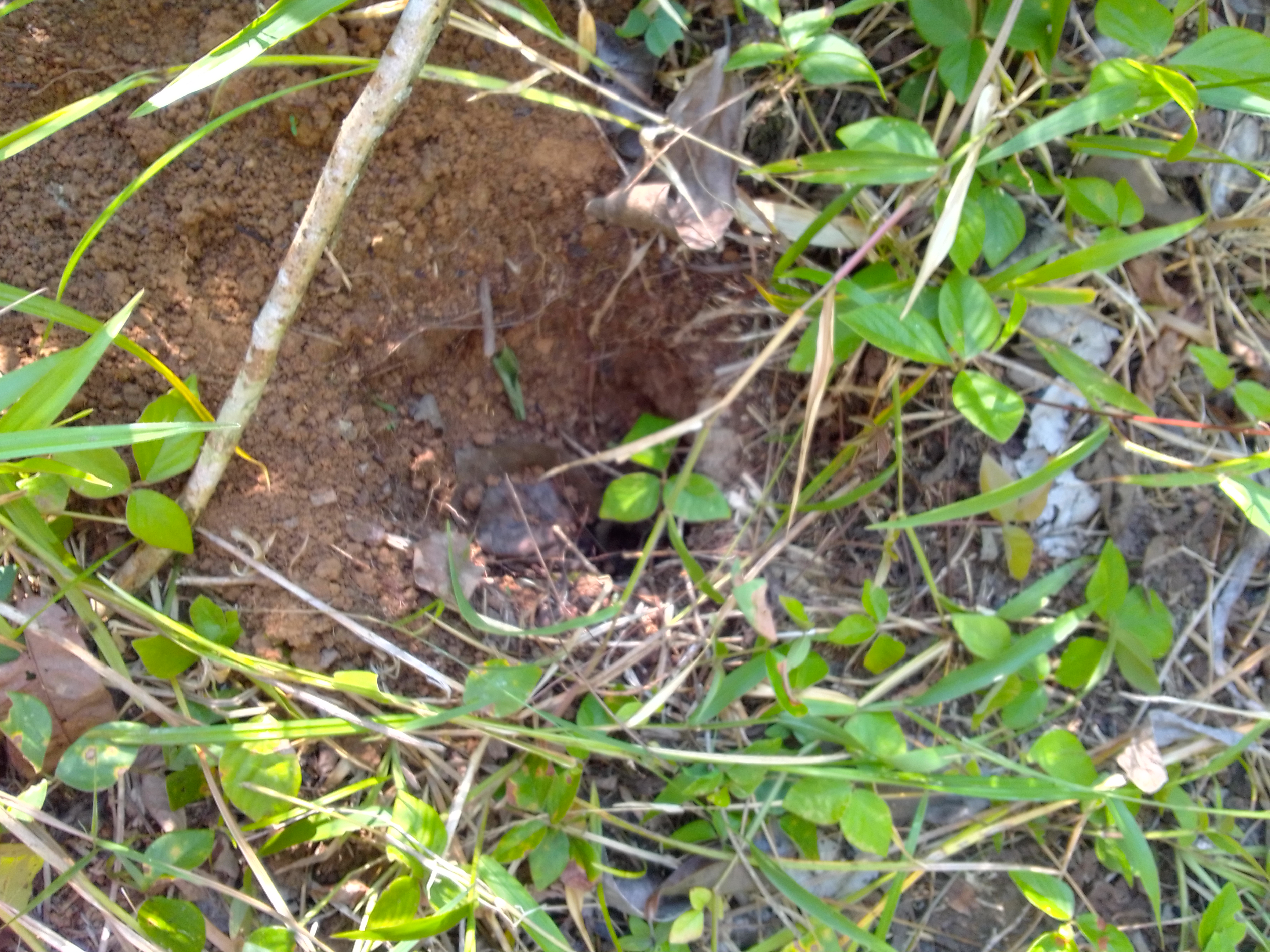
Hoyo realizado por un armadillo en un área rural de Iquitos, en la amazonia peruana.

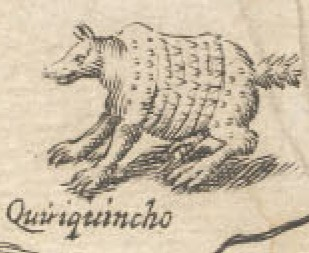
En el mapa de Alonso de Ovalle de 1646 el quirquincho aparece como un ser fabuloso, acompañado de hombres con colas y monstruos marinos.

Su caparazón es usado para la elaboración de charangos, los cuales tienen un gran valor comercial.
En Tabasco, México a este animal se le conoce como "jueche" y se solía utilizar para consumo humano hasta que se le declaró en peligro de extinción.
En Centroamérica, el armadillo es conocido como cusuco. A pesar de que en El Salvador se le relaciona con la lepra (puesto que la piel de su panza parece contenerla) es consumido por algunos de sus habitantes, especialmente en la ciudad de San Alejo, Departamento de San Miguel. El cusuco también es consumido al menos en Honduras y Nicaragua.
En Colombia, es sacado de sus madrigueras utilizando una antorcha casera para lanzar humo que suele situarse sobre el agujero de la misma para posteriormente agregar un costal de fique (costal en que normalmente se transporta el café) y capturarlo. Además de ello, su consumo aunque ha descendido en los últimos años, aún se sigue consumiendo de la misma manera como se hace en otros países como de Centro y Suramérica.
En Colombia y Ecuador es consumido por la nación Awá.
La carne se utiliza para consumo humano y dado su sabor es conocido como el “siete carnes”, pues se asemeja a la de pollo, conejo, y a la de cerdo. Los campesinos suelen deshuesar el animal y preparar la carne dentro del caparazón para consumirla asada, frita y guisada. Después de freír el caparazón, se mastica de manera semejante al chicharrón o cuero del cerdo. 
El caparazón y la cola son utilizadas para prácticas medicinales tradicionales. Estos se dejan tostar y se muelen hasta quedar en polvo, el cual es hervido en agua para ser bebido por mujeres “primerizas” (primer embarazo),  y curar las molestias que este causa. Según muchos campesinos, el asma se cura bebiendo sangre de armadillo recién degollado, para disimular el mal sabor se pasa con un trago de aguardiente.
El armadillo puede ser portador de ciertos microorganismos que producen en el ser humano enfermedades como el Mycobacterium leprae, bacteria causante de la lepra. Así mismo, se le considera reservorio de protozoos flagelados de la especie Trypanosoma cruzi, que causa en los humanos, especialmente en niños, una dolencia muy grave llamada enfermedad de Chagas. Dada la anterior importancia sanitaria, en Venezuela se legisla desde 1982 para vedar la caza de esta especie, además del Priodontes giganteus o maximus, que es el armadillo gigante y del Dasypus sabanicola o cachicamo sabanero, el más común en Venezuela. 
Se conoce que en Europa, EE. UU., México y Venezuela, se adelantan estudios con base en el armadillo a fin de encontrar medicamentos para tratar además de estas enfermedades, otras como la leishmaniasis y la fiebre amarilla.
Existe una ciudad que debe su nombre a este animal, Ayutuxtepeque, que significa "cerro de armadillos o cusucos".

## Taxonomía
Los dasipódidos incluyen tres subfamilias, con nueve géneros actuales y numerosos géneros extintos. En 2016 se publicó un análisis del ADN mitocondrial del gliptodonte Doedicurus en el cual se determinó que, en realidad, este se situaba junto con los armadillos modernos como el taxón hermano de un clado consistente de las subfamilias Chlamyphorinae y Tolypeutinae. Por esta razón los gliptodóntidos y todos los armadillos modernos fueron reclasificados en la familia Chlamyphoridae, excepto por los miembros del género Dasypus que continúan como parte de Dasypodidae.
Subfamilia Dasypodinae
- Astegotherium†
- Dasypodon†
- Parastegosimpsonia†[25]
- Propraopus†
- Prostegotherium†
- Pseudostegotherium†
- Riostegotherium†
- Stegosimpsonia†
- Stegotherium†
- Dasypus
  - Dasypus novemcinctus
  - Dasypus septemcinctus
  - Dasypus hybridus
  - Dasypus sabanicola
  - Dasypus yepesi
  - Dasypus kappleri
  - Dasypus pilosus